# Демчок
Демчок или «Новый Демчок» — маленькая деревня и военный лагерь в секторе Демчок, который контролируется индийцами и находится к югу от подконтрольного КНР Аксай-Чина, в Ладакхе, Индия. Линия действительного контроля (LAC) проходит по юго-восточной части деревни, по сухому руслу (вади) притока Инда. За вади, менее чем в километре отсюда, находится контролируемая КНР деревня Демчок, в Нгари на территории ТАР. Когда-то здесь был караванный путь Индия-Китай, но сейчас военные перекрыли дороги. Деревня лежит в 36,5 км к востоку от Укдунгле.
Святое озеро Манасаровар находится в 300 км отсюда, и маршрут пролегает через плато и многие местные жители желают урегулирования споров и открытия этой удобной дороги в Тибет.